# FC Tilleur (2913)
FC Tilleur is een Belgische voetbalclub uit Tilleur. De club is aangesloten bij de KBVB met stamnummer 2913 en heeft rood en blauw als kleuren.

## Geschiedenis
De club uit Grâce-Hollogne sloot zich in het begin van de Tweede Wereldoorlog aan bij de Belgische Voetbalbond en bleef er de volgende decennia in de provinciale reeksen spelen als Cité Sport Grâce-Hollogne. De club had rood en blauw als kleuren.
Met de komst van nieuwe voorzitter Gaetano Dell'Aera in 2007, begon de club, die op dat moment in Derde Provinciale speelde, aan een snelle opgang. In 2009 werd Cité Sport er kampioen en promoveerde nog eens naar Tweede Provinciale. Daar ging de club het volgende seizoen verder op dat elan, werd meteen ook kampioen in Tweede Provinciale en stootte zo in 2010 door naar het hoogste provinciale niveau.
In Eerste Provinciale bleef Cité Sport goede resultaten halen en men sloot er het eerste seizoen seizoen af op een vierde plaats. Het tweede seizoen in Eerste Provinciale kende men nog meer succes. Cité Sport werd kampioen en promoveerde zo in 2012 voor het eerst naar de nationale reeksen. Men speelde op de Cité du Corbeau.
In 2014 fusioneerde Cité Sport Grâce-Hollogne met eersteprovincialer RFC Tilleur Saint-Gilles, die bij de KBVB was aangesloten met stamnummer 2878. De fusieclub speelde als FC Tilleur verder met stamnummer 2913 van Cité Sport in Vierde Klasse. Het eerste elftal ging in het Stade de Buraufosse in Tilleur spelen en de clubkleuren werden blauw en wit, verwijzend naar het oude R. Tilleur FC (stammummer 21), een club die in de jaren 90 verdween.
In februari 2020 liet de club, op dat moment aan de slag in Tweede klasse amateurs, weten zich voor het seizoen 2020/21 vrijwillig terug te trekken uit de nationale reeksen. Voorzitter Gaëtan Dell'Aera vond de financiële eisen die voor een licentie voor Tweede klasse amateurs nodig waren een te groot risico en zette daarom liever vrijwillig een stapje terug.
In 2023 verhuisde FC Tilleur van Tilleur naar Ans, en veranderde meteen ook zijn naam naar Ans FC.  

## Resultaten
| Seizoen                       | Klasse | Klasse | Klasse | Klasse | Klasse | Klasse | Klasse | Klasse | Klasse | Reeks                                                    | Punten                                                   | Opmerkingen |
|                               | I      | I      | II     | III    | IV     | P.I    | P.II   | P.III  | P.IV   |                                                          |                                                          | |
| ----------------------------- | ------ | ------ | ------ | ------ | ------ | ------ | ------ | ------ | ------ | -------------------------------------------------------- | -------------------------------------------------------- | --- |
| als Cité Sport Grâce-Hollogne |        |        |        |        |        |        |        |        |        |                                                          |                                                          | |
| 2008/09                       |        |        |        |        |        |        |        | 1      |        | Derde prov. B Luik                                       | 72                                                       | |
| 2009/10                       |        |        |        |        |        |        | 1      |        |        | Tweede prov. B Luik                                      | 77                                                       | |
| 2010/11                       |        |        |        |        |        | 4      |        |        |        | Eerste prov. Luik                                        | 60                                                       | |
| 2011/12                       |        |        |        |        |        | 1      |        |        |        | Eerste prov. Luik                                        | 64                                                       | |
| 2012/13                       |        |        |        |        | 5      |        |        |        |        | Vierde klasse D                                          | 48                                                       | |
| 2013/14                       |        |        |        |        | 4      |        |        |        |        | Vierde klasse D                                          | 51                                                       | winst in eindronde tegen RFC de Liège en R. Aywaille FC; verlies tegen KSV Bornem en K. Sint-Eloois-Winkel Sport                                            |
| als FC Tilleur                |        |        |        |        |        |        |        |        |        |                                                          |                                                          | |
| 2014/15                       |        |        |        |        | 12     |        |        |        |        | Vierde klasse D                                          | 36                                                       | Degradatie na verlies in eindronde tegen KVV Vosselaar en SVV Damme                                                                                         |
| 2015/16                       |        |        |        |        |        | 1      |        |        |        | Eerste prov. Luik                                        | 77                                                       | |
|                               | 1A     | 1B     | 1Am    | 2Am    | 3Am    | P.I    | P.II   | P.III  | P.IV   | Vanaf 2016-17 zijn er 3 nationale en 2 regionale niveaus | Vanaf 2016-17 zijn er 3 nationale en 2 regionale niveaus | Vanaf 2016-17 zijn er 3 nationale en 2 regionale niveaus |
| 2016/17                       |        |        |        |        | 2      |        |        |        |        | Derde klasse Am.                                         | 57                                                       | |
| 2017/18                       |        |        |        |        | 1      |        |        |        |        | Derde klasse Am.                                         | 67                                                       | |
| 2018/19                       |        |        |        | 6      |        |        |        |        |        | Tweede klasse Am.                                        | 45                                                       | |
| 2019/20                       |        |        |        | 10     |        |        |        |        |        | Tweede klasse Am.                                        | 27,13                                                    | Seizoen vroegtijdig stopgezet door Covid-19. Geen licentie aangevraagd voor A-ploeg. Enkel verdergegaan met B-ploeg die promoveerde naar Derde provinciale. |
| 2020/21                       |        |        |        |        |        |        |        | -      |        | Derde Prov. Luik B                                       | -                                                        | Geschrapt na 4 gespeelde wedstrijden wegens de Coronacrisis.                                                                                                |
| 2021/22                       |        |        |        |        |        |        |        | 1      |        | Derde Prov. Luik B                                       | 82                                                       | |
| 2022/23                       |        |        |        |        |        |        | 6      |        |        | Tweede prov. Luik B                                      | 44                                                       | eindronde, verhuis naar het nabijgelegen Ans. |
| als Ans FC                    |        |        |        |        |        |        |        |        |        |                                                          |                                                          | |
| 2023/24                       |        |        |        |        |        |        | 2      |        |        | Tweede prov. Luik A                                      | 68                                                       | |
| 2024/25                       |        |        |        |        |        |        | 1      |        |        | Tweede prov. Luik A                                      | 72                                                       | |
| 2025/26                       |        |        |        |        |        |        |        |        |        | Eerste Prov. Luik                                        |                                                          | |